# Matt Lucas
Matthew Richard Lucas (Londen, 5 maart 1974) is een Engels acteur, onder meer bekend van zijn rollen in de televisieserie Little Britain en als Nardole in Doctor Who.
Lucas werd geboren in een Joodse familie en groeide op in Stanmore in het Noord-Londense district Harrow. Hij studeerde techniek aan de Haberdashers' Aske's Boys' School, waar ook onder anderen Sacha Baron Cohen en Simon Schama studeerden.
Lucas heeft al heel zijn leven alopecia areata universalis, een ziekte die ervoor zorgt dat alle lichaamsbeharing uitvalt. Hij verloor al zijn haar toen hij zes jaar oud was. Hij is homoseksueel en had van 2006 tot 2008 een geregistreerd partnerschap met tv-producer Kevin McGee. In mei 2007 werd hij door de krant The Independent achtste geplaatst in een lijst met de 100 meest invloedrijke homo's en lesbiennes in Groot-Brittannië.
Van 2020 tot 2023 was hij een van de presentatoren van The Great British Bake Off. Lucas speelde ook meerdere filmrollen, zo speelde hij onder andere een taxichauffeur in de film Paddington (2014), Prodnose in de film Wonka (2023), en Tweedledum & Tweedledee in de Tim Burton films Alice in Wonderland (2010) en Alice Through the Looking Glass (2016).

## Little Britain
Samen met David Walliams schrijft en acteert hij (sinds 2003) in de sketchshow 'Little Britain'. Hierin gaat hij op zoek naar de echte Britten. Dit doen ze aan de hand van een aantal sketches, waarin hij de rollen vertolkt van onder andere gehandicapte Andy Pipkin, 'breezersletje' Vicky Pollard, homo Daffyd Thomas (the only gay in the village) en afslankcursusleider Marjorie Dawes. Deze reeks geniet internationaal succes. Voor 2007 werd er een Amerikaanse versie voorzien voor HBO en schreef hij samen met Walliams aan een filmscript voor DreamWorks. 
Hij scoorde in 2007 een nummer 1-hit in Groot-Brittannië met zijn versie van I'm gonna be (500 miles) van The Proclaimers. Speciaal voor Comic Relief zong hij, samen met Peter Kay, een speciale versie van het lied, als rolstoelgebruikers Andy Pipkin en Brian Potter. Ze vervingen walk 500 miles door roll 500 miles.
In 2010 en 2011 werd in de stijl van Little Britain de serie Come fly with me uitgezonden, waarin de gebeurtenissen op een groot vliegveld worden uitgelicht.

## Les Misérables
In 2010 vertolkte Lucas de rol van Thénardier in Les Misérables in concert: The 25th anniversary. In 2019 speelde hij dezelfde rol in Les Misérables The Staged Concert. Wegens ziekte van Gerard Carey speelde hij tijdelijk ook in de nieuwe productie in het Sondheim Theatre.